# Adictiva (canción)
«Adictiva» es una canción de los cantantes puertorriqueños de reguetón Daddy Yankee y Anuel AA. Fue lanzada a través del sello discográfico El Cartel Records el 9 de noviembre de 2018, y llegó al top 5 en España y al top 10 en el Billboard Hot Latin Songs. Después de anunciar la canción, el video musical se lanzó horas más tarde, el 7 de noviembre de 2018, antes del lanzamiento de la canción a las plataformas de streaming.

## Recepción de la crítica
Rolling Stone notó que la canción intenta "canalizar" la canción «Te boté».

## Listas
| Listas (2018-2019)                                | Posición más alta |
| ------------------------------------------------- | ----------------- |
| Argentina (Argentina Hot 100)                     | 5                 |
| Chile (Monitor Latino)                            | 16                |
| Colombia (National-Report)                        | 34                |
| República Dominicana (Monitor Latino)             | 1                 |
| Honduras (Monitor Latino)                         | 9                 |
| Nicaragua (Monitor Latino)                        | 8                 |
| Paraguay (Monitor Latino)                         | 14                |
| Puerto Rico (Monitor Latino)                      | 1                 |
| España (Top 100 Canciones)                        | 4                 |
| Estados Unidos (Billboard Bubbling Under Hot 100) | 20                |
| Estados Unidos (Hot Latin Songs)                  | 10                |
| Venezuela (National-Report)                       | 26                |